# Acropora retusa
Espèce
Statut CITES
Acropora retusa est une espèce de coraux appartenant à la famille des Acroporidae.

## Description et caractéristiques
Les colonies de cette espèce forment des plaques horizontales plates avec des branches secondaires digitées, épaisses et courtes. Les corallites ont des cloisons arrondies, épaisses et de larges ouvertures. Le corallite axial est indistinct. Le corallites radiaires sont étranglés, prenant une forme de narine près des bouts de branche.

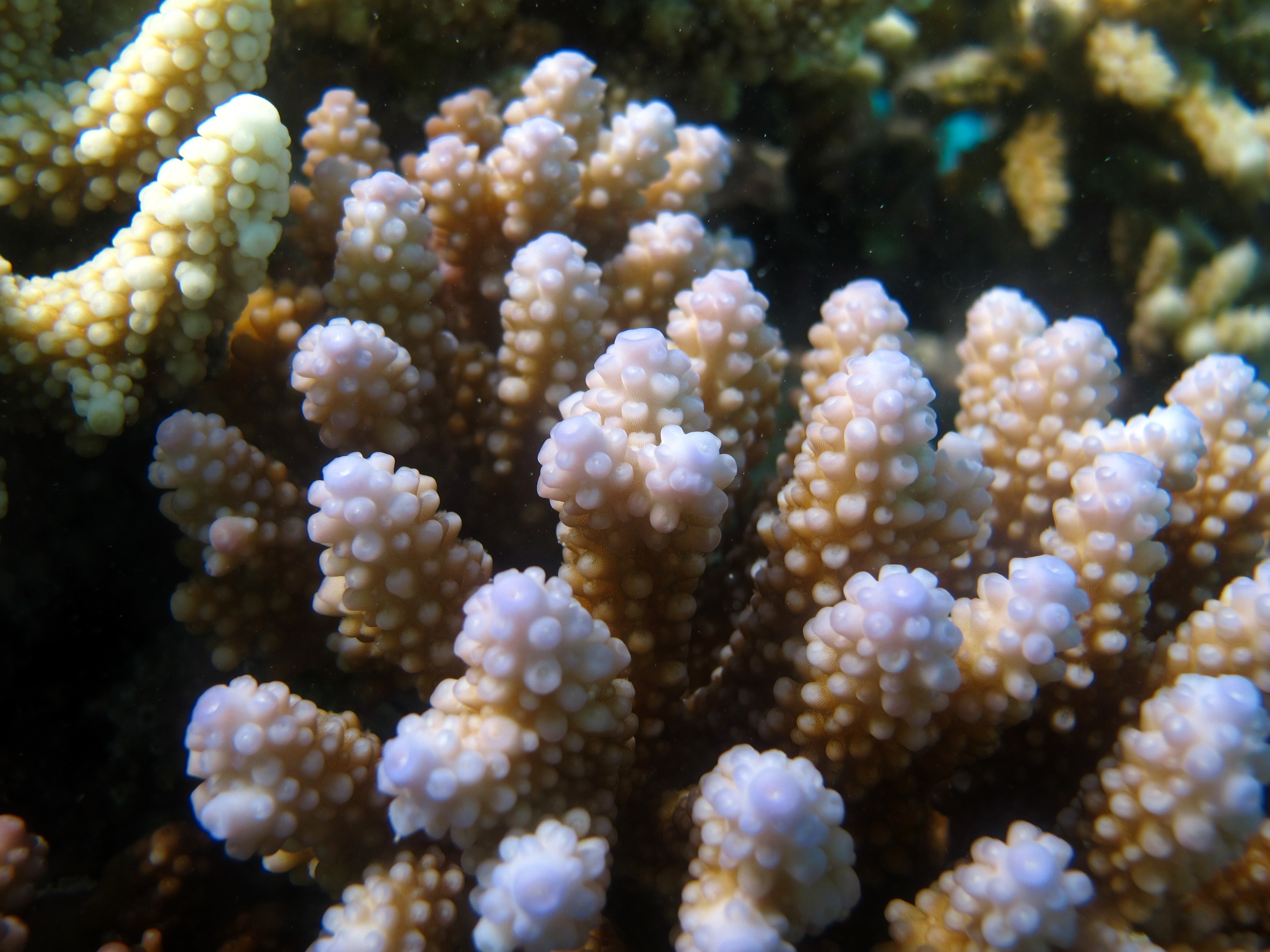
Gros plan sur les branches et les corallites.

Cette espèce ne doit pas être confondue avec les proches Acropora gemmifera et Acropora monticulosa.

## Habitat et répartition
C'est une espèce commune dans le sud-ouest de l'océan indien, et plus rare ailleurs, mais on la trouve parfois jusque dans le Pacifique.